# ムック (出版)
ムック（mook）は、雑誌と書籍をあわせたような刊行物。magazine（マガジン）とbook（ブック）の混成語。「ムック」という言葉は1971年に国際雑誌連合第8回例会の基調報告レポートで使用され広まった。
普通の雑誌と異なり、書籍としてISBNコードが付される。同時に雑誌コードも付されることもあり、その場合は「ムック」という雑誌形態別コードを用いて、6から始まる5桁の数字と号数を表す2桁の数字が使われる。流通上の扱いは雑誌コードが付くか付かないかで変わる。

## 日本での歴史
日本では「ムック」と呼ばれる以前の1950年代から、婦人雑誌が別冊や臨時増刊号で、写真や挿絵を豊富に入れた生活実用書を刊行していた。1978年には1000点以上のムックが出版され、写真集や絵本など内容も多彩になっていく。
1980年代後半から1990年代初頭にかけては、出版取次会社が3.5インチフロッピーディスクやCD-ROMを雑誌の付録として認めていなかった関係上、付録をつける目的でムック扱いになるパソコン雑誌が存在した。徳間書店の『MSX・FAN』は3.5インチフロッピーディスクを付録をつけるようになった以降は雑誌からムックに切り替えて毎号を発刊し、日本ソフトバンクの『Oh!FM TOWNS』『Oh!Dyna』などは付録がつく号だけムック扱いとしていた。この制限は後年に緩和され、1994年6月1日からは3.5インチフロッピーディスクが、1995年頃からはCD-ROMも付録として認められるようになった。1994年春頃には規定が変更され、フロッピーディスク・CD-ROMの付録の挟み込みが禁止され、綴じ込みのみとなった。
2000年代に入ってからは、新企画雑誌のテストケースとして出されるものや、月刊誌・週刊誌の雑誌コードを取るまでの暫定として出るものも多い。

## 特徴
ムックの特徴は大判でビジュアルを重視したことにある。
全国出版協会出版科学研究所の『出版指標年報 1985年版』では、1980年代前半までのムックの特徴として、以下の3つの点を挙げている。
- 雑誌は基本的に出版社は在庫も持たないが、ムックは長期的に販売を意図して書籍のように注文に応じて販売がなされる。
- 雑誌は返品期限があるため、書店に置かれる期間が限られるが、ムックには返品期限がない。
- 内容は「増刊や別冊となる雑誌本誌と同じ内容のもの」「同じワンテーマに絞ったもの」「書籍と変わらないもの」の3種類に大別される。

川井良介は『出版の検証 敗戦から現在まで 1945-1995』で、1990年代後半の時点でムックの特徴を6つ挙げている。
- 雑誌コードを使うことで雑誌の流通を使える。
- 書籍よりも部数を多く出すことで価格も安価である。
- 原則として広告が入れられない書籍に対し、広告収入も見込める。
- 外注の編集プロダクションによる制作費のコストダウンが可能。
- 販売日や刊行数、価格が雑誌よりも自由に設定できる。
- 返品期限を設けず長期に販売できる。

返品期限については、雑誌だけでなく、書籍にも返品期限がある。しかし、岩波書店などを例外として、2006年現在は、ほとんどがフリー入帖（返品自由）となっている。
雑誌コードが付かないムックがあるのは、雑誌コードの新規追加が止まっているという事情による。そのような出版社は、同じタイトルの書籍を毎月出す形で事実上の雑誌としている。そういった書籍には、書籍でも雑誌同様の広告（読者プレゼントの懸賞など）が入っていることもある。